# Греческий легион
Греческий легион — волонтёрское и егерьское соединение на службе Республики Семи Соединённых Островов. Его состав был набран из  сулиотов во главе с генерал-майором Эмануилем Григорьевичем Папандопуло. Действовал между 1805 и 1807 годами, приняв участие в войне третьей коалиции и русско-турецкой войне (1806—1812). Его название условно, так как официально Греции в то время не существовала, а относится к исторической территории, с которой набирались волонтёры. Первоначально во главе легиона стоял Александр Христофорович Бенкендорф. 
Приблизительно 3000 сулиотов, после боёв с турко-албанцами Али-паши Тепеленского, были вынуждены перебраться на Ионических островах, в основном на Корфу и Пакси, где им были предоставлены сельскохозяйственные угодья. По словам местного историка Панайотиса Хиотиса, воинственные сулиоты изо всех сил пытались приспособиться к своей новой среде, но крали скот и дрова у местных жителей и оплакивали потерю Сули. По словам местных жителей, их единственной заботой являлась чистка оружия, игра на гитаре и воспевание подвигов на албанском языке. 
Россия, действуя прагматично, 27 июня 1804 года вступила в союз также с химариотскими и чамскими беями, пытаясь интегрировать и их. В 1805 г. генерал Роман Карлович Анреп привлек кроме греков химариотов и албанцев чамов еще и арматолов и клефтов из Акарнании и Мореи. Все добровольцы в легионе носили фустанеллы, присягая на верность российскому императору. На всех флагах легиона изображен герб России с надписью «С нами Бог». Среди добровольцев легиона значатся имена известных будущих бойцов Освободительной войны  Греции. 
Осенью 1805 года греческий легион принял участие в совместном русско-британском вторжении в Неаполь, но из-за поражения в аустерлицкой битве инициатива провалилась. В 1806 г. легион участвовал в операциях в Далмации (Французское вторжение в Далмацию), где 19 сентября 1806 г. после семичасового боя легион захватил Херцег-Нови. Во время неудавшейся осады Рагузы греческими легион столкнулся с другим греческим добровольческим отрядом французской службы (Chasseurs d'Orient) под командованием Николаоса Папазоглу. 
Последнее боевое участие легиона было во взятии острова Тенедос, после чего произошло восстание ямаков. 25 июня 1807 года был заключён Тильзитский мир, по которому Россия обязалась уступить Франции Ионические острова. Сенявин был вынужден заключить формальное перемирие с турками и уйти из Архипелага, предоставив англичанам продолжать войну. После мирного договора греческий легион был преобразован в албанский полк вместе с другими соотечественниками, которые до этого находились на французской службе. 